# Блоковані ізоціанати
Блоковані ізоціанати — це органічні сполуки, ізоціанатна функціональність яких хімічно блокується для контролю реакційної здатності. Вони є продуктом ізоціанатної частини (майже завжди диізоціанат) і відповідного блокуючого агента. Це також може бути поліуретановий форполімер з NCO-термінаторами, але ця функціональність також піддається хімічній реакції з блокуючим агентом. Зазвичай вони використовуються в поліуретанових додатках, але не завжди. Вони широко використовуються в промислових цілях, таких як покриття, герметики та клеї.